# Quiet Life (film)
Quiet Life è un film del 2024 diretto da Alexandros Avranas.

## Trama
Nel 2018, Natal'ja e Sergej, una coppia di insegnanti russi, si trasferiscono in Svezia con le loro due figlie, Alina e Katja, per sfuggire alla persecuzione politica che soffrono la patria. Quando la loro richiesta di asilo viene respinta, Katja cade improvvisamente in un profondo stato di catatonia che i medici non sanno come affrontare, la cosiddetta sindrome della rassegnazione.

## Distribuzione
Il film è stato presentato in anteprima il 29 agosto 2024 alla 81ª Mostra internazionale d'arte cinematografica di Venezia, nella sezione Orizzonti.